# Championnat de Belgique de football de deuxième division 1956-1957
Navigation
saison précédente saison suivante
Le Championnat de Belgique de football de deuxième division 1956-1957 est la 40e édition du championnat de deuxième niveau national du football en Belgique. En Belgique francophone, cette division est familièrement appelée « Division 2 » ou tout simplement « D2 ».
Au terme du championnat, les deux premiers sont promus en Division 1, tandis que les deux derniers classés sont relégués en Division 3.
On enregistre un doublé limbourgeois, au terme d'une lutte passionnante. Après un début que l'on peut qualifier de modeste, THOR Waterschei s'empare des commandes et les conservent jusqu'au bout, soit pendant dix-neuf journées. La lutte est cependant passionnante avec le Lyra, qui paie cher son seul petit passage à vide. La compétition est rehaussée par le fantastiques 2e tour que réalisent le R. RC Tournaisien et surtout le K. St-Truidense VV. Celui-ci devient le 3e cluib du Limbourg à entrer dans la plus haut division belge.
À l'autre bout du tableau, trop rapidement distancé, le T. Racing Club de Bruxelles est renvoyé au troisième niveau pour la 2e fois de son Histoire. Il est accompagné par le R. RC Tirlemont. Après un premier tour correct (6/10, 10/20 puis 15/30), les Sucriers manquent leur seconde partie du championnat (7 points sur 30).

## Clubs participants 1956-1957
Seize clubs prennent part à cette édition, soit le même nombre que lors de la compétition précédente.
Les matricules renseignés en gras existent encore lors de la saison « 2021-2022 ».
| #  | Nom                                          | Mat. | Ville         | Stades            | En D2 depuis  | Total en D2 | S. précédente      |
| -- | -------------------------------------------- | ---- | ------------- | ----------------- | ------------- | ----------- | ------------------ |
| 1  | Koninklijke Football Club Malinois           | 25   | Malines       | Ach. de Kazerne   | 1956-57 (1)   | 12 s        | Div. 1 16e         |
| 2  | Kon. Sportvereniging Waterschei THOR         | 553  | Waterschei    | A. Dumont         | 1956-57 (1re) | 12 s        | Div. 15e           |
| 3  | Royal Football Club Brugeois                 | 3    | Bruges        | De Klokke         | 1951-52 (6e)  | 15 s        | 6e                 |
| 4  | Royal Racing Club de Bruxelles               | 6    | Bruxelles     | du Heysel         | 1955-56 (2e)  | 13 s        | 14e                |
| 5  | Royal Uccle Sport                            | 15   | Uccle         | Ch. de Neerstalle | 1953-54 (4e)  | 34 s        | 13e                |
| 6  | Koninklijke Kortrijk Sports                  | 19   | Courtrai      | Guldensporen      | 1943-44 (13e) | 22 s        | 10e                |
| 7  | Royal Racing Club Tournai                    | 36   | Tournai       | Drève de Maire    | 1955-56 (2e)  | 9 s         | 9e                 |
| 8  | Royal White Star Athletic Club               | 47   | Wol.-St-L.    | rue Kelle         | 1947-48 (9e)  | 20 s        | 4e                 |
| 9  | Koninklijke Lyra                             | 52   | Lierre        | Lyrastadion       | 1954-55 (3e)  | 24 s        | 7e                 |
| 10 | Athletische Sportvereniging Oostende K.M.    | 53   | Ostende       | Albertpark        | 1949-50 (8e)  | 24 s        | 12e                |
| 11 | Koninklijke Boom Football Club               | 58   | Boom          | Velodromestr.     | 1949-50 (8e)  | 22 s        | 5e                 |
| 12 | Royal Racing Club Tirlemont                  | 132  | Tirlemont     | Bergé             | 1938-39 (16e) | 22 s        | 11e                |
| 13 | Koninklijke Sint-Niklaasse Sportkring        | 221  | St-Nicolas/W. | Puyenbeke         | 1947-48 (10e) | 12 s        | 8e                 |
| 14 | Koninklijke Sint-Truidense Voetbalvereniging | 373  | Saint-Trond   | Stayenveld        | 1948-49 (9e)  | 9 s         | 3e                 |
| 15 | Royal Cercle Sportif Brugeois                | 12   | Bruges        | E. De Smedt       | 1956-57 (1re) | 9 s         | 1er Div. 3 Série A |
| 16 | Patro Eisden                                 | 3434 | Eisden        | Castagnelaan      | 1956-57 (1re) | 1 s         | 1er Div. 3 Série B |

- Waterschei, THOR = Tot Herstel Onze Rechten, jusqu'à rétablissement de nos Droits.

### Localisations
| \| Lyra FC Malinois AS Oostende FC Brugeois CS Brugeois Courtrai St-Nicolas Boom White Star Racing CB Uccle Tirlemont RC Tournai Waterschei P. Eisden St-Trond \| Localisation des clubs engagés en Division 2 1956-1957 |
| Lyra FC Malinois AS Oostende FC Brugeois CS Brugeois Courtrai St-Nicolas Boom White Star Racing CB Uccle Tirlemont RC Tournai Waterschei P. Eisden St-Trond                                                              |

## Déroulement de la compétition

### Premier tour
Ce premier tour se déroule du 25 septembre 1956 au 30 décembre 1956.

### Deuxième tour
Ce second tour se déroule du 6 janvier 1957 au 19 mai 1957. Durant cette période, une rencontre est remise. Il s'agit du déplacement de St-Trond au RC Tournaisien. Initialement prévue le 24 février 1957, elle est jouée le 24 mars 1957.

## Résultats et Classements
- Le nom des clubs est celui employé à l'époque

Légende
- Champion et promu en Division 1 la saison suivante
- Promu en Division 1 la saison suivante
- clubs relégués en Division 3 la saison suivante

Abréviations
 : Relégué de Division 1
 : Promu de Division 3
- Champion d'automne : K. SV Waterschei THOR

### Classement final
| Rang | Équipe                | Pts | J  | G  | N  | P  | Bp | Bc | Diff |
| ---- | --------------------- | --- | -- | -- | -- | -- | -- | -- | ---- |
| 1    | K. SV WATERSCHEI THOR | 40  | 30 | 17 | 6  | 7  | 58 | 37 | +21  |
| 2    | K. St-Truidense VV    | 39  | 30 | 15 | 9  | 6  | 59 | 34 | +25  |
| 3    | K. Lyra               | 38  | 30 | 17 | 4  | 9  | 73 | 52 | +21  |
| 4    | R. RC Tournaisien     | 36  | 30 | 11 | 14 | 5  | 54 | 42 | +12  |
| 5    | K. Kortrijk Sport     | 33  | 30 | 12 | 9  | 9  | 39 | 39 | 0    |
| 6    | K. St-Niklaasse SK    | 31  | 30 | 9  | 13 | 8  | 41 | 42 | -1   |
| 7    | R. White Star AC      | 30  | 30 | 12 | 6  | 12 | 49 | 48 | +1   |
| 8    | R. FC Malinois        | 30  | 30 | 13 | 4  | 13 | 67 | 70 | -3   |
| 9    | R. CS Brugeois        | 28  | 30 | 11 | 6  | 13 | 50 | 53 | -3   |
| 10   | R. FC Brugeois        | 28  | 30 | 12 | 4  | 14 | 56 | 43 | +13  |
| 11   | AS Oostende KM        | 27  | 30 | 9  | 9  | 12 | 40 | 43 | -3   |
| 12   | K. Boom FC            | 27  | 30 | 9  | 9  | 12 | 37 | 47 | -10  |
| 13   | Patro Eisden          | 27  | 30 | 13 | 1  | 16 | 55 | 67 | -12  |
| 14   | R. Uccle Sport        | 23  | 30 | 9  | 5  | 16 | 38 | 65 | -27  |
| 15   | K. RC Tienen          | 22  | 30 | 9  | 4  | 17 | 33 | 49 | -16  |
| 16   | R. Racing CB          | 22  | 30 | 9  | 4  | 17 | 32 | 50 | -18  |

### Tableau des résultats
| Résultats (▼dom., ►ext.)                                   | BOO | FCB | CSB | RAC | PAT | KOR | LYR | MAL | OOS | STN | STT | TIE | TOU | UCC | WAT | WHI |
| K. Boom FC                                                 |     | 0-2 | 1-1 | 0-2 | 3-1 | 1-1 | 2-0 | 3-3 | 3-1 | 1-1 | 0-1 | 0-0 | 2-4 | 3-2 | 0-1 | 3-2 |
| R. FC Brugeois                                             | 3-1 |     | 3-1 | 4-0 | 8-1 | 0-1 | 6-0 | 3-4 | 4-2 | 2-2 | 0-1 | 1-0 | 4-3 | 0-2 | 1-3 | 4-1 |
| R. CS Brugeois                                             | 1-1 | 1-0 |     | 4-1 | 1-0 | 2-1 | 4-0 | 2-3 | 1-2 | 1-1 | 1-2 | 0-1 | 3-3 | 4-1 | 2-0 | 1-0 |
| R. Racing CB                                               | 1-0 | 3-1 | 2-1 |     | 1-4 | 1-3 | 1-3 | 1-2 | 0-1 | 0-0 | 0-2 | 0-2 | 1-0 | 3-2 | 3-1 | 0-0 |
| Patro Eisden                                               | 3-1 | 1-2 | 2-0 | 3-2 |     | 3-2 | 1-4 | 0-2 | 2-3 | 3-2 | 1-0 | 2-0 | 5-4 | 1-4 | 1-4 | 5-2 |
| K. Kortrijk Sport                                          | 0-2 | 2-1 | 2-1 | 0-4 | 1-0 |     | 2-1 | 3-0 | 3-0 | 0-1 | 0-0 | 2-1 | 1-1 | 0-1 | 0-2 | 2-1 |
| K. Lyra                                                    | 4-0 | 2-0 | 7-1 | 2-1 | 3-2 | 3-0 |     | 2-1 | 1-1 | 0-1 | 4-2 | 4-1 | 1-4 | 7-0 | 3-5 | 2-2 |
| R. FC Malinois                                             | 6-2 | 2-2 | 4-2 | 4-1 | 4-0 | 2-1 | 3-5 |     | 1-4 | 2-2 | 5-3 | 2-1 | 3-5 | 3-1 | 4-5 | 3-1 |
| AS Oostende KM                                             | 1-2 | 2-1 | 1-2 | 1-1 | 0-1 | 0-0 | 0-1 | 4-1 |     | 1-1 | 1-1 | 4-1 | 0-0 | 1-1 | 1-4 | 1-1 |
| K. St-Niklaasse SK                                         | 0-1 | 2-0 | 3-3 | 1-0 | 3-2 | 1-1 | 2-4 | 2-0 | 2-0 |     | 1-1 | 0-1 | 2-3 | 0-0 | 1-1 | 3-0 |
| K. St-Truidense VV                                         | 0-0 | 0-0 | 3-2 | 1-0 | 2-1 | 5-3 | 1-1 | 2-0 | 2-0 | 5-0 |     | 1-3 | 0-0 | 4-1 | 1-1 | 6-1 |
| K. RC Tienen                                               | 0-3 | 2-1 | 2-3 | 2-0 | 1-2 | 0-0 | 2-3 | 3-0 | 2-1 | 1-3 | 1-4 |     | 0-1 | 4-0 | 0-0 | 1-2 |
| R. RC Tournaisien                                          | 1-1 | 1-1 | 1-0 | 1-0 | 3-3 | 1-1 | 1-1 | 1-1 | 1-1 | 2-1 | 2-2 | 0-0 |     | 6-1 | 3-1 | 0-0 |
| R. Uccle Sport                                             | 1-1 | 0-1 | 2-1 | 0-1 | 2-5 | 0-0 | 3-2 | 4-0 | 1-5 | 0-2 | 1-4 | 3-1 | 0-1 |     | 1-1 | 3-1 |
| K. Waterschei SV THOR                                      | 2-0 | 2-1 | 3-1 | 3-1 | 2-0 | 1-2 | 2-0 | 3-1 | 0-1 | 2-2 | 1-3 | 2-0 | 3-1 | 0-1 |     | 2-1 |
| R. White Star AC                                           | 2-0 | 1-0 | 2-3 | 2-1 | 1-0 | 3-3 | 1-3 | 2-1 | 2-0 | 5-0 | 1-0 | 5-0 | 3-0 | 3-0 | 1-1 |     |
| - Victoire à domicile - Match nul - Victoire à l'extérieur |     |     |     |     |     |     |     |     |     |     |     |     |     |     |     |     |

### Leader du classement journée par journée
Lors des premières journées, ou ultérieurement, en cas d'égalité de point et du plus petit nombre de défaite, la meilleure différence de buts est prise en compte, même si celle n'est n'est pas décisive pour la fédération belge.
- Journée 1 : cinq vainqueurs (meilleure différence de buts pour le FC Brugeois vainqueur « 8-1 » contre Patro Eisden)
- Journée 2 : Le CS Brugeois est le seuil à réussir un 4 sur 4 !

### Meilleur buteur
Jozef Piedfort (K. Lyra), 28 buts

## Récapitulatif de la saison
- Champion: K. Waterschei SV THOR (2e titre de D2)
  - 2e promu: K. St-Truidense VV
- Quatrième titre de D2 pour la Province de Limbourg

| Région flamande (11)            | Région flamande (11) | Province de Brabant (4)      | Province de Brabant (4) | Région wallonne (1)    | Région wallonne (1) |
| ------------------------------- | -------------------- | ---------------------------- | ----------------------- | ---------------------- | ------------------- |
| Province d'Anvers               | 3                    | Région de Bruxelles-Capitale | 3                       | Province de Hainaut    | 1                   |
| Province de Flandre-Occidentale | 4                    | Province du Brabant flamand  | 1                       | Province de Liège      | 0                   |
| Province de Flandre-Orientale   | 1                    | Province du Brabant wallon   | 0                       | Province de Luxembourg | 0                   |
| Province de Limbourg            | 3                    |                              |                         | Province de Namur      | 0                   |

1. ↑  Au niveau footballistique, la province de Brabant est toujours unitaire malgré sa partition territoriale en 1995.

### Admission et relégation
Waterschei remonte en Division 1 une saison après l'avoir quittée. Il est accompagné par Saint-Trond. Le club trudonnaire devient le 48e club différent à atteindre la plus haute division (le 3e cercle de la Province de Limbourg).
Les deux descendants de Division 1 sont le Beringen et le Sporting de Charleroi.
Deux « Racing Club » celui de Bruxelles et celui de Tirlemont descendent en Division 3, d'où sont promus Diest et Alost.

### Débuts au deuxième niveau national
Le Patro Eisden devient le 98e club différent à évoluer au 2e niveau national du football belge, le 10e Limbourgeois.